# Trị liệu hành vi
Trị liệu hành vi hay liệu pháp hành vi là một thuật ngữ rộng ám chỉ đến lâm sàng tâm lý rằng sử dụng các kỹ thuật có nguồn gốc từ chủ nghĩa hành vi. Những người thực hành liệu pháp hành vi có xu hướng nhìn vào các hành vi cụ thể, đã học và cách môi trường ảnh hưởng đến những hành vi đó. Những người thực hành liệu pháp hành vi được gọi là nhà hành vi, hoặc nhà phân tích hành vi. Họ có xu hướng tìm kiếm kết quả điều trị có thể đo lường khách quan. Trị liệu hành vi không liên quan đến một phương pháp cụ thể nhưng nó có một loạt các kỹ thuật có thể được sử dụng để điều trị các vấn đề tâm lý của một người. Liệu pháp hành vi truyền thống rút ra từ phản xạ có điều kiện và dựa trên hệ thống thưởng phạt để giải quyết các vấn đề của bệnh nhân.
Tâm lý trị liệu hành vi đôi khi được kết hợp với liệu pháp tâm lý nhận thức, trong khi liệu pháp hành vi nhận thức tích hợp các khía cạnh của cả hai phương pháp.
Phân tích hành vi ứng dụng (ABA) là ứng dụng phân tích hành vi tập trung vào việc đánh giá các biến môi trường ảnh hưởng đến các nguyên tắc học tập, đặc biệt là đáp ứng và điều hành của nhân viên, để xác định các thủ tục thay đổi hành vi tiềm năng, thường được sử dụng trong suốt quá trình trị liệu lâm sàng. Liệu pháp hành vi nhận thức xem nhận thức và cảm xúc là hành vi trước đó với các kế hoạch điều trị trong tâm lý trị liệu để giảm bớt vấn đề. Các kỹ thuật đặc trưng của các liệu pháp hành vi là các thành phần chồng chéo của tâm lý học nhận thức, bên cạnh các nguyên tắc phân tích hành vi của phản ứng, trừng phạt, thói quen và phân tích chức năng (FA).
Một tổng quan của Cochrane năm 2013 so sánh các liệu pháp hành vi với các liệu pháp tâm lý cho thấy chúng có hiệu quả tương đương mặc dù tại thời điểm đó, cơ sở bằng chứng đánh giá lợi ích và tác hại của các liệu pháp hành vi được cho là yếu.